# Стандартизация
Стандартиза́ция — деятельность по разработке (ведению), утверждению, изменению (актуализации), отмене, опубликованию и применению документов по стандартизации и иная деятельность, направленная на достижение упорядоченности и управляемости в отношении объектов стандартизации.
Стандартизация направлена на достижение оптимальной степени упорядочения в определенной области посредством установления положений для всеобщего и многократного применения в отношении реально существующих или потенциальных задач.
За реализацию правил стандартизации отвечают органы стандартизации, наделенные законным правом руководить разработкой и утверждать документы и другие правила, придавая им статус стандартов.
В области промышленности стандартизация ведет к снижению себестоимости продукции, поскольку:
- позволяет экономить время и средства за счет применения уже разработанных типовых ситуаций и объектов;
- повышает надежность изделия или результатов расчетов, поскольку применяемые технические решения уже неоднократно проверены на практике;
- упрощает ремонт и обслуживание изделий, так как стандартные узлы и детали — взаимозаменяемые (при условии, что сборка осуществлялась без пригоночных операций).

Стандартизация может быть малоэффективной в случаях, когда основной целью разработки изделия является достижение очень высоких функциональных характеристик, которые возможны при значениях основных параметров, не соответствующих стандартным.

## Цели
Целями стандартизации являются:
- повышение уровня безопасности жизни и здоровья граждан, имущества физических и юридических лиц, государственного и муниципального имущества, объектов с учётом риска возникновения чрезвычайных ситуаций природного и техногенного характера, повышение уровня экологической безопасности, безопасности жизни и здоровья животных и растений;
- обеспечение конкурентоспособности и качества продукции (работ, услуг), единства измерений, рационального использования ресурсов, взаимозаменяемости технических средств (машин и оборудования, их составных частей, комплектующих изделий и материалов), технической и информационной совместимости, сопоставимости результатов исследований (испытаний) и измерений, технических и экономико-статистических данных, проведения анализа характеристик продукции (работ, услуг), исполнения государственных заказов, добровольного подтверждения соответствия продукции (работ, услуг);
- содействие соблюдению требований технических регламентов;
- создание систем классификации и кодирования технико-экономической и социальной информации, систем каталогизации продукции (работ, услуг), систем обеспечения качества продукции (работ, услуг), систем поиска и передачи данных, содействие проведению работ по унификации.

## Результаты
По версии ISO важнейшими результатами стандартизации должны быть:
- повышение степени соответствия продукции, процессов и услуг их функциональному назначению;
- устранение барьеров в торговле;
- содействие научно-техническому сотрудничеству.

## Принципы
Стандартизация осуществляется в соответствии с принципами:
- добровольного применения документов в области стандартизации;
- максимального учёта при разработке стандартов законных интересов заинтересованных лиц;
- применения международного стандарта как основы разработки национального стандарта, за исключением случаев, если такое применение признано невозможным вследствие несоответствия требований международных стандартов национальным климатическим и географическим особенностям, техническим и (или) технологическим особенностям или по иным основаниям в соответствии с установленными процедурами принятия международного стандарта или отдельного его положения;
- недопустимости создания препятствий производству и обращению продукции, выполнению работ и оказанию услуг в большей степени, чем это минимально необходимо для выполнения целей стандартизации;
- недопустимости установления таких стандартов, которые противоречат техническим регламентам;
- обеспечения условий для единообразного применения стандартов.

## Стандартизация в Российской Федерации
Ответственным за утверждение стандартов в Российской Федерации органом является Росстандарт (ранее — Госстандарт России). Основополагающими документами по стандартизации на сегодняшний день является Федеральный закон РФ от 27.12.2002 г. № 184-ФЗ «О техническом регулировании» и «Концепция развития национальной системы стандартизации Российской Федерации на период до 2020 года». Комплекс стандартов ранее действовавшей Государственной системы стандартизации Российской Федерации (ГСС РФ) (ГОСТ Р1.0, ГОСТ Р1.1, ГОСТ Р1.2 и др.) представляли собой систему взаимосвязанных правил и положений, определяющих цели и задачи стандартизации, организацию и методику проведения работ по стандартизации во всех производственных отраслях России. ГСС установил порядок разработки, оформления, согласования, утверждения, издания, обращения стандартов разных уровней стандартизации и других документов, а также контроля над их внедрением и соблюдением.